# Therese Weber (Malerin)
Therese Weber (* 1813 in Nymphenburg, Deutschland; † 28. Dezember 1875 in München) war eine deutsche Malerin.

## Leben und Werk
Weber war die Tochter des Forstmeisters Friedrich Max Weber und wurde nach dessen Tod von ihrem Onkel Christian Franz von Weber adoptiert. Sie wurde in Tierstudien und Landschaftsmalerei bei den Malern Carl Rottmann, Christian Morgenstern und Albrecht Adam ausgebildet und erteilte Privatunterricht.
Viele ihrer Studien und Bilder entstanden, wenn sie ihren Onkel jährlich zu seinem Gut in Ribeauvillé im Elsass begleitete. Bei zahlreichen Reisen ins Elsass, nach Lothringen und ins Bayerische Inntal zeichnete und malte sie die Natur. Am Tegernsee lernte sie den Botaniker August Max Einsele kennen, der sie inspirierte, ein Herbarium zu malen, welches die europäische Flora botanisch und künstlerisch darstellte. Der Maler Wilhelm von Kaulbach bezeichnete sie daher als die erste Blumenmalerin der Welt. Als Vorlagen für Blumenmalerei veröffentlichte sie mehrere Hefte mit Alpenflora und Feld-, Garten- und Waldblumen. Ab 1860 war sie für ihre Fächermalerei auf weißer Seide bekannt. Sie unternahm auch in ihrem späteren Leben mit einem adoptierten Mädchen jährlich Reisen nach Italien, Frankreich und in die Schweiz.
Sie starb im Alter von 62 Jahren nach fünftägiger Krankheit an Diphtherie.

## Werke (Auswahl)
In den Bayerischen Staatsgemäldesammlungen wird ein Teil ihrer Gemälde aufbewahrt.
- 1840: Die Flut
- 1847: Blick über den Tegernsee zum Kloster
- 1850: Duisburg, Markt auf dem Burgplatz mit Stadtpfarrkirche von Südosten[1]